# Matra MS120
Chronologie des modèles (1970)
Matra MS84 Matra MS120B
La Matra MS120 est une monoplace de Formule 1 engagée dans le championnat du monde de Formule 1 1970 par l'écurie Matra.

## Historique
La Matra MS120 termine septième du championnat des constructeurs devant Surtees Racing Organisation et derrière British Racing Motors. Jean-Pierre Beltoise termine neuvième du championnat pilotes devant Emerson Fittipaldi et derrière Chris Amon. Henri Pescarolo termine douzième devant Graham Hill et derrière Rolf Stommelen.

## Moteur
Le moteur V12 Matra Sports MS12 de 3 000 cm3 équipant la MS120 est un V12 délivrant 485 chevaux à 11 400 tours par minute.

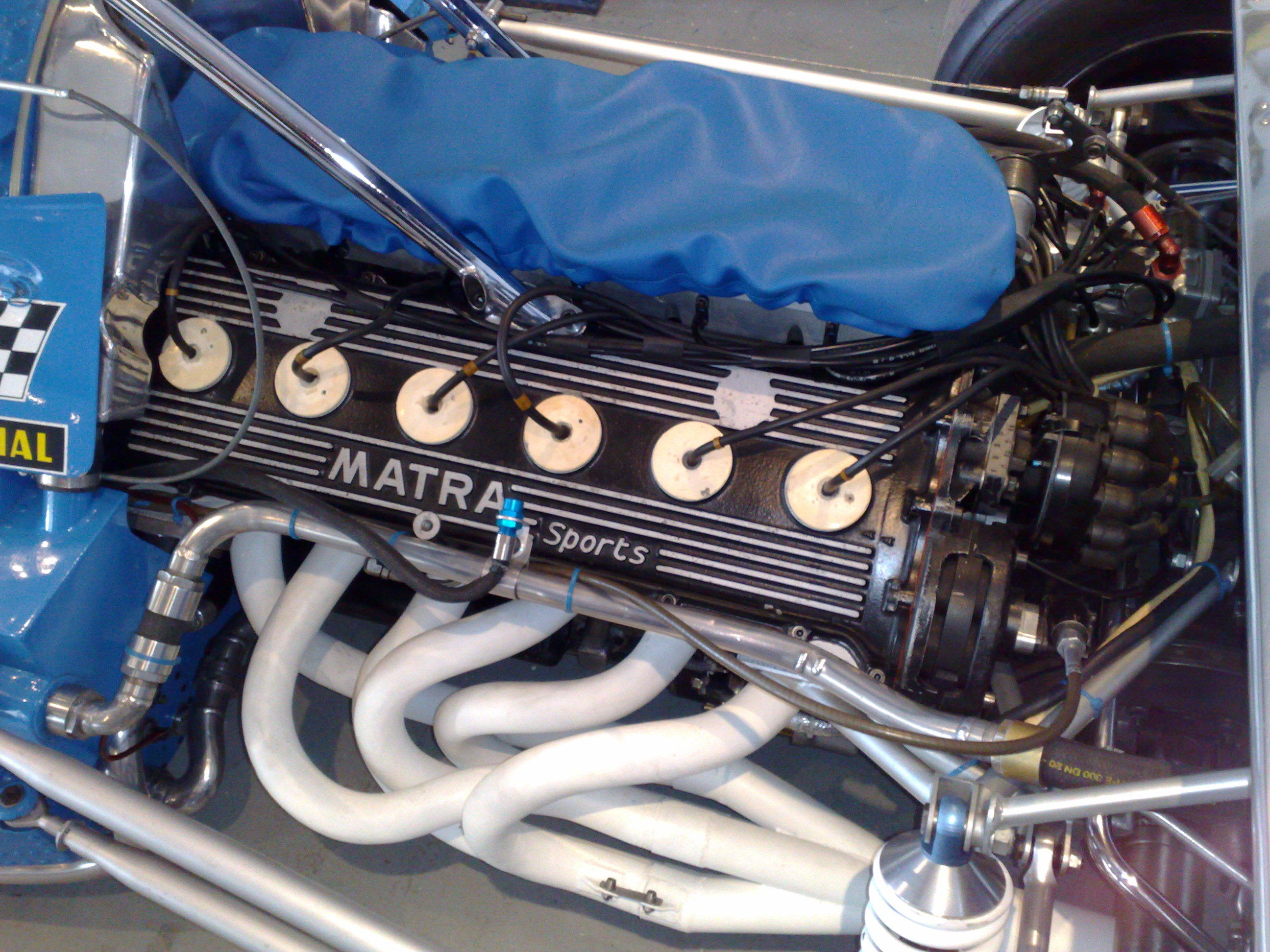
Un moteur Matra MS12.
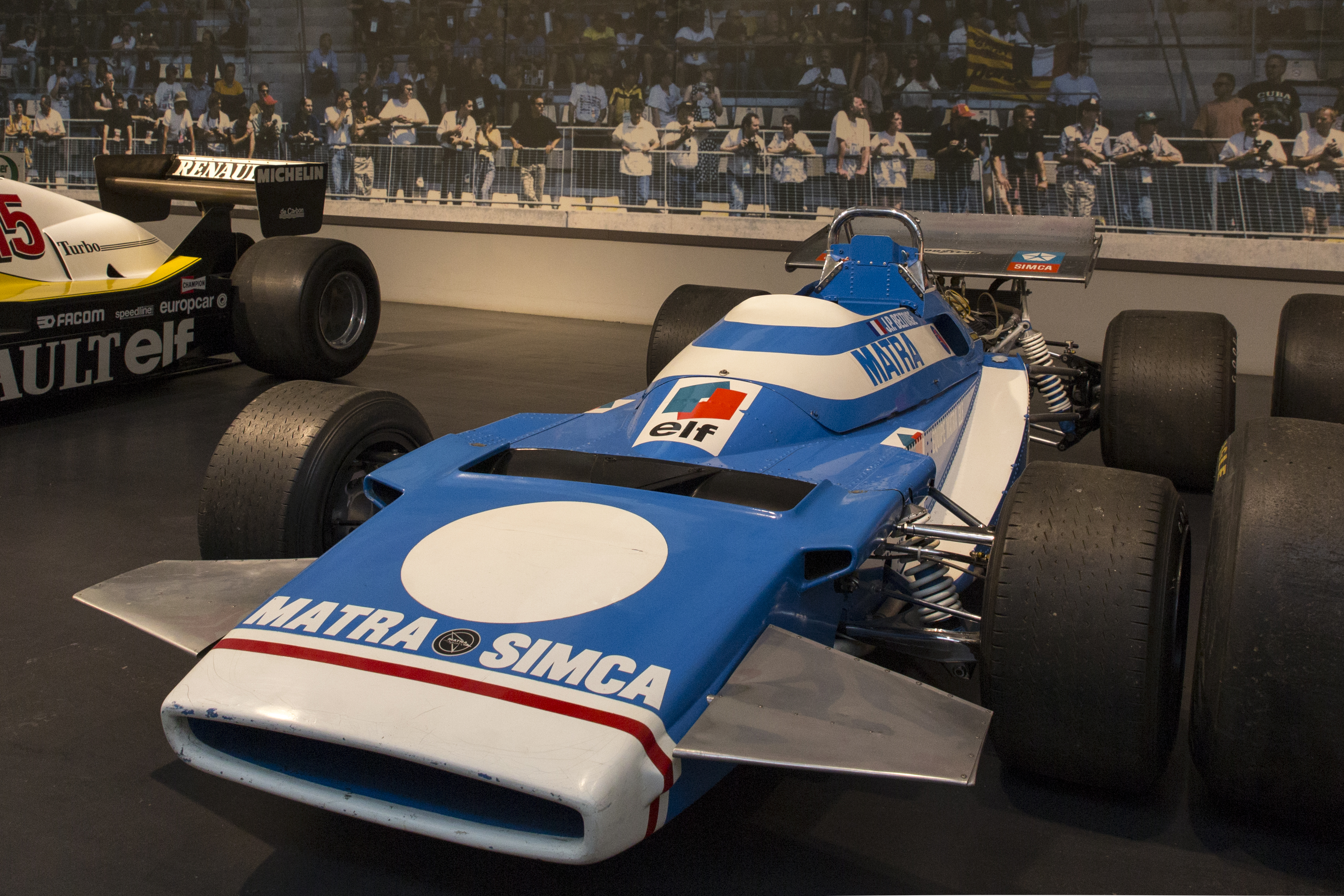
La monoplace de Jean-Pierre Beltoise présente dans l'Espace Automobiles Matra